# Севъндъст
„Севъндъст“ (на английски: Sevendust) е алтернатив метъл, хардрок, хевиметъл група в град Атланта, щата Джорджия, САЩ, създадена през 1994 г.

## Албуми
- Sevendust, 1997 #165 US
- Home, 1999 #19 US
- Animosity, 2001 #28 US
- Seasons, 2003 #14 US
- Next, 2005 #20 US
- Alpha, 2007 #14 US
- Chapter VII: Hope and Sorrow, 2008 #19 US
- Cold Day Memory, 2010